# Escudo (moneda)
Escudo es el nombre genérico dado en la Edad Moderna a las monedas de oro y plata que tenían en una de sus caras un escudo. Diversas monedas que a lo largo del tiempo tuvieron esa común denominación son las siguientes:
- Escudo de oro: moneda de oro, acuñada por España desde el siglo XVI, con un peso 3,4 gramos y valor de 544 maravedíes. Acuñada por primera vez en 1535 en Barcelona para sufragar los gastos de la Expedición a Túnez. El escudo es la unidad para la moneda de oro acuñada desde Felipe II hasta Fernando VII, y que equivalía a 16 reales de plata. Esta moneda fue utilizada en todo el imperio español, donde también fue acuñada paulatinamente en las cecas de México, Lima, y Potosí hasta inicios del siglo XIX.

El escudo de oro se mantuvo como unidad monetaria española hasta el reinado de Isabel II, y se abandonó definitivamente cuando en octubre de 1868 se establece como nueva unidad monetaria española a la peseta, basada para sus respectivas subdivisiones en el sistema métrico decimal. 

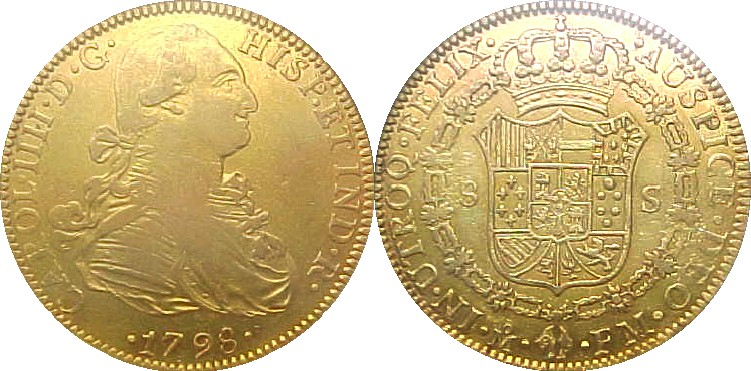
Una moneda de 8 escudos de oro acuñada en México

- Escudo de plata: moneda que circulaba en 1642 en el Principado de Cataluña, acuñada por Luis XIII, peso de 27 g, equivalente a 8 reales.

- Escudo de la corona: moneda de oro que se acuñó en Francia. Valía veintidós sueldos y seis dineros torneses, y unos ocho reales de vellón
- Escudo del yelmo: moneda de oro que se acuñó en Francia. Valía cuarenta sueldos torneses y unos ocho reales de vellón
- Escudo de sol: moneda de oro que se acuñó en Francia en el siglo XV, reinando Luis XI. Valía 32 sueldos y un dinero y correspondía a once reales y dos maravedís de plata. En el siglo XVI valió cinco libras y catorce sueldos torneses, que hacen veintidós reales y veintiocho maravedís de vellón.
- Cuarto de escudo: moneda de plata que se acuñó en Francia. Valía quince sueldos torneses o unos tres reales de vellón
- Medio cuarto de escudo: pequeña moneda de plata que se acuñó en Francia. Valía siete sueldos y seis dineros torneses; unos sesenta maravedís de vellón
- Escudito: moneda de oro acuñada en España. Vale veintiún reales de vellón y un cuarto, y corresponde a cinco libras y 6½ sueldos torneses.[1]

## Monedas en circulación
- Escudo caboverdiano

## Monedas retiradas de circulación
- Escudo angoleño
- Escudo boliviano
- Escudo chileno
- Escudo español
- Escudo francés Écu
- Escudo guineoportugués
- Escudo indoportugués
- Escudo milanés
- Escudo maltés
- Escudo mozambiqueño
- Escudo pontificio
- Escudo portugués
- Escudo santotomense
- Escudo timorense

## Homenaje
En su división de vehículos comerciales, la marca italiana Fiat tuvo como tradición denominar a sus modelos con nombres alusivos a monedas utilizadas en la antigüedad o bien, que aún se mantuviesen en curso legal. En este sentido, una de sus furgonetas fue bautizada como Fiat Scudo, en rememoranza de este antiguo sistema monetario.